# Hacaritamas
Los hacaritamas fueron, según la historiografía ocañera, el pueblo que habitó el municipio de Ocaña y alrededores. De carácter pacífico, este grupo era gobernado por el Cacique Hacaritama o bien, habitaba el Valle de los Hacaritamas. No obstante, no existe soporte documental que corrobore la existencia de este pueblo, siendo un mito historiográfico perpetuado por historiadores aficionados, y finalmente arraigado en la idiosincrasia de la región.

## El origen del mito
En los documentos del Archivo General de la Nación no se menciona ningún grupo del mismo nombre, como tampoco en los soportes de la Organización Nacional Indígena de Colombia (ONIC) y la primera mención encontrada de los hacaritamas fue a inicios del siglo XX en la revista Los Genitores del médico ocañero, Alejo María Amaya. No obstante, la región en la que se ubica el municipio de Ocaña sí estuvo habitado por indígenas, llamados carates por los españoles, pero su endónimo es desconocido.
Debe tenerse en cuenta que en los documentos coloniales, Ocaña no hace referencia ni al casco urbano ni a la jurisdicción del municipio actual, sino a la jurisdicción del Cabildo colonial de Ocaña; esta corresponde a la actual provincia de Ocaña y al sur del actual departamento del Cesar. Por tanto, cuando en una probanza de méritos y servicios se menciona que Francisco Fernández fue el pacificador de la Provincia de los Carates, no implica que estos habitaran en donde hoy se encuentra el casco urbano, sino en cualquier lugar de sus inmediaciones.
La razón por la cual Alejo María Amaya incluyó a los hacaritamas en su obra es desconocida y pese a las denuncias de la inexistencia de este pueblo, el mito se perpetúa hasta el presente.

## En la idiosincrasia local
Pese a la ausencia de soporte documental, los hacaritamas son el término global que tradicionalmente se usa para denominar a los indígenas de Ocaña y de la antigua provincia de Ocaña. Estos han moldeados la idiosincrasia ocañera al punto de que se hable de ellos en publicaciones académicas y periodísticas serias. En la ciudad y en la región, entidades, industrias y equipos deportivos, incluyen hacaritama o hacaritamas en sus nombres, entre otros: el Aeropuerto Hacaritama de Aguachica, el Hotel Hacaritama de Ocaña, la Revista Hacaritama de la Academia de Historia de Ocaña.
Así mismo, los hacaritamas son reverenciados en el Desfile de los Genitores, un desfile que toma su nombre de la obra de Alejo María Amaya y que está compuesto por comparsas que representan periodos históricos y personajes ilustres de la ciudad, entre ellos los hacaritamas y el también mito historiográfico de la Leonelda, que pertenece a otra tribu sin soporte documental, los búrburas.